# Mufacar
Kitcar Veículos Especiais, vorher Mufacar Veículos Especiais em Fiberglass, ist ein brasilianischer Hersteller von Automobilen.

## Unternehmensgeschichte
Luiz Pereira gründete in den späten 1980er Jahren einen Restaurationsbetrieb in São Bernardo do Campo. 2001 begann die Produktion von Automobilen. Zu dieser Zeit ist die Firmierung Mufacar Veículos Especiais em Fiberglass überliefert. Der Markenname lautet Mufacar. Etwa 2010 erfolgte die Umfirmierung in Kitcar Veículos Especiais.

## Fahrzeuge
Im Angebot stehen Nachbildungen. Üblicherweise bildet ein Rohrrahmen die Basis, bei manchen Modellen auch ein Fahrgestell vom VW Brasília. Darauf wird eine Karosserie aus Fiberglas montiert. Verschiedene Motoren treiben die Fahrzeuge an.
Genannt sind Nachbauten folgender Modelle:
- AC Cobra wahlweise mit Reihen-Sechszylindermotor, V6-Motor oder V8-Motor; optional mit Karosserie aus Aluminium
- Chevrolet Corvette Stingray als Cabriolet, wahlweise mit Sechs- oder Achtzylindermotor
- ein Pick-up von Chevrolet aus den 1950er Jahren
- Dodge Viper
- Ferrari F 40 und Ferrari F355
- Ford F-1 als Pick-up
- Jeep
- Kadron Buggy, ein VW-Buggy von Kadron wahlweise mit Rohrrahmen oder VW-Fahrgestell und einem wassergekühlten Motor von Volkswagen do Brasil mit 1400 cm³ Hubraum oder 1600 cm³ Hubraum
- Lamborghini Diablo
- ein Modell von PGO Automobiles
- Porsche 356 als Roadster und Speedster sowie Porsche 550 mit den gleichen Wahlmöglichkeiten wie beim Kadron Buggy
- ein Coupé von Willys-Overland von 1941

Außerdem entstehen verschiedene Hot Rods mit Sechs- oder Achtzylindermotoren.